# Yoldiella propinqua
Yoldiella propinqua är en musselart som först beskrevs av Leche 1878.  Yoldiella propinqua ingår i släktet Yoldiella och familjen Yoldiidae. Inga underarter finns listade i Catalogue of Life.